# Union (Louisiane)
Pour les articles homonymes, voir Union.
Union est une census-designated place de la paroisse de Saint-Jacques, en Louisiane, aux États-Unis. 